# 松森胤保
松森 胤保（まつもり たねやす、文政8年6月21日（1825年8月5日） - 明治25年（1892年）4月3日）は、幕末から明治の博物学者。

## 経歴
庄内藩士・長坂市右衛門の長男として鶴岡二百人町（現・鶴岡市）で出生。幼名は欣之助、錬之助、源之助、通称嘉世右衛門。字は基伯、南郊を号す。
幼少時より自然観察に優れ、海岸で綺麗な石を採集したり小鳥を飼育したほか、鉱物や昆虫、化石、石器、土器等に関心を寄せ、鳥の絵を数多く描いたのは12歳頃。13歳で藩校致道館に入り、儒学の素養に励むとともに書道にも才能を発揮する。14歳頃描いた鳥の図が「大泉諸鳥写真画譜」に残る。16歳で藩士・旅河平次兵衛から大坪本流の馬術を習い、この年の夏元服して名前を「胤保」と改めた。18歳で宝蔵院の槍術を学び、加えて居合、砲術、水練も習得。22歳で結婚するもまもなく離婚、32歳で藩医・松山道任知剛の長女鉄井と再婚、5男6女に恵まれる。
文久2年（1862年）2月、38歳で長坂家を相続、翌年6月出羽松山藩付家老に任ぜられる。元治元年（1864年）6月江戸詰めとなり、市中警備に当たる一方、小鳥屋や見世物小屋、書籍店などを回り、見聞を広める。家老職だけに許された猟銃も使えた。慶応3年（1867年）12月、江戸三田の薩摩藩邸焼き討ちで、庄内藩先鋒として松山藩兵の指揮を執った。慶応4年（1868年）4月、軍務総裁に任ぜられ、5月には奥羽越列藩同盟結成に当たり、7月庄内戦争が勃発すると、松山藩一番隊長兼庄内藩一番大隊参謀として出征、新庄、横手、角館等を転戦、いずれも勝利を収めた。この間の軍功により松山藩主から「松守」姓を賜るが固辞、「松森」とする。
戊辰敗戦後の明治2年（1869年）松山改め松嶺藩の執政、公儀人に任ぜられる。東京で写真機や顕微鏡を入手したのがこの頃。その後同藩大参事、松嶺区長、旧松嶺藩校里仁館惣管兼大教授、松嶺開進中学校長等を歴任、多難な戦後処理と新体制移行業務全般を司る。
明治12年（1879年）鶴岡に帰り、明治14年（1881年）山形県会議員、明治17年（1884年）酒田町戸長となるが、明治18年（1885年）7月病のため公職を辞す。晩年は研究著述に専念、奥羽人類学会会長として尽力し、明治25年（1892年）4月、鶴岡にて逝去。享年69。墓は鶴岡市禅源寺にある。

## 功績
胤保は公職に精励する一方、動植物学、物理学、化学、工学、歴史学をはじめ音響学、建築学、民族学、考古学、人類学等多面的な研究に没頭、生涯に300冊を超える膨大な著述を成した。どんな物事についても文章で表現するとともに、細密な自筆の絵を加えているのが特徴。酒田市立光丘文庫所蔵の松森文庫187冊はその主なものだが、特に『両羽博物図譜』は圧巻で、その分類法において近代のそれに迫るものがある。
慶應義塾大学名誉教授で理学博士の磯野直秀は「日本を飛び越えて大英博物館から目をつけられても不思議ではない」と言っており、また植物学の権威牧野富太郎理学博士も昭和5年8月、光丘文庫を訪れて『両羽博物図譜』を見て感嘆の言葉を述べた。その著『求理私言』では、「太古世上には微細な生物が化生によって出現し、これは子生によって代を継ぎ進化によって複雑化し、動物では偶生変、交接変が行われたと考え、植物では子生変、交接変、尾生変、枝生変によるものとする」と記して一種の進化論を説いた。これは明治10年（1877年）にエドワード・S・モースが来日してチャールズ・ダーウィンの進化論を紹介する以前のことである。また、『南部開物経歴』では洋式築城方式の設計、自転車理論、水陸両用車、飛行機、綿縫器（ミシン）等のアイデアを披瀝、発明家としても面目躍如ぶりをみせる。さらに『三観紀行』では佐渡旅行の時の山を隠見した際の感動を「コロンブスが初めてコロンビヤを見る時の事を思ふ」と但し書きにある。当地では日本のレオナルド・ダ・ヴィンチといわれている。

## 子孫
胤保死後家督は次男昌三が継ぎ、父君の血統色濃く継承して明治13年8月、松森写真館を開業、現在昌保が鶴岡市本町にて盛業を続けている。

## 著書
1947年、昭和天皇が戦後巡幸で鶴岡市に行幸した際、陳列室においてあった『両羽博物図譜』を手に取り、ところどころ音読された記録が残されている。
- 「培植雑記」
- 「銃猟誌」
- 「家蔵五玩雑録」
- 「生類微事」
- 「蓄養録」
- 「培植小論」
- 「弄石余談」
- 「大泉珍禽聞見雑誌」
- 「伊勢三言」
- 「新政弁疑」
- 「世弊論」
- 「南郊雑論」
- 「清客問答」
- 「遠客珍聞」
- 「談論雑記」
- 「南郊仮紳」
- 「多和礼草」
- 「東走記事」
- 「北征記事」
- 「内外雑視」
- 「物理私論」
- 「南郊意匠開物」
- 「開物奨励」
- 「和漢音声名義辨」
- 「言文一端」